# حكومة علي أبو الراغب الثالثة
حكومة علي أبو الراغب الثالثة هي الحكومة رقم 87 منذ أعلان استقلال إمارة شرق الأردن عام 1921 والرابعة في عهد الملك عبد الله الثاني. شكّل علي أبو الراغب الحكومة في 21 يوليو عام 2003م، بتكليف من ملك الأردن عبد الله الثاني بن الحسين. وقد حلّت الحكومة في شهر أكتوبر 2003.

## التشكيل
| الاسم                                        | المهام الوزارية                                               |
| -------------------------------------------- | ------------------------------------------------------------- |
| دولة المهندس علي حسين محمد ابوالراغب         | رئيسا للوزراء ووزيرا للدفاع                                   |
| معالي السيد فارس سليمان فارس النابلسي        | نائبا لرئيس الوزراء ووزيرا للعدل                              |
| معالي الدكتور محمد احمد سلامه الحلايقة       | نائبا لرئيس الوزراء للشؤون الاقتصادية ووزيرا للتنمية الادارية |
| معالي الدكتور محمد احمد حمدان غنيمه          | وزيرا للتعليم العالي والبحث العلمي                            |
| معالي الدكتور عبدالرزاق بديوي إسماعيل طبيشات | وزيرا للشؤون البلدية                                          |
| معالي الدكتور محمد عفاش سلطان العدوان        | وزير دولة لشؤون رئاسة الوزراء ووزير دولة للشؤون السياسية      |
| معالي السيد توفيق محمود حسين كريشان          | وزيرا للشؤون البرلمانية                                       |
| معالي المهندس سمير فهيم سليمان الحباشنة      | وزيرا للداخلية                                                |
| معالي الدكتور مروان جميل عيسى المعشر         | وزيرا للخارجية                                                |
| معالي الدكتور ميشيل عيسى موسى مارتو          | وزيرا للمالية                                                 |
| معالي المهندس حسني محمد حسن ابوغيدا          | وزيرا للاشغال العامة والاسكان                                 |
| معالي الدكتور خالد عوني عبدالرحمن طوقان      | وزيرا للتربية والتعليم                                        |
| معالي الدكتور فواز حاتم شريف الزعبي          | وزيرا للاتصالات وتكنولوجيا المعلومات                          |
| معالي الدكتور عبد علي مسلم الشخانبة          | وزير دولة للشؤون القانونية                                    |
| سماحة الدكتور احمد محمد هليل هليل            | وزيرا للاوقاف والشؤون والمقدسات الاسلامية                     |
| معالي المهندس "محمدعلي " احمد السعد البطاينة | وزيرا للطاقة والثروة المعدنية                                 |
| معالي الدكتور حازم كمال صالح الناصر          | وزيرا للمياه والري                                            |
| دولة السيد نادر عبداللطيف راغب الذهبي        | وزيرا للنقل                                                   |
| معالي الدكتور باسم إبراهيم يوسف "عوض الله"   | وزيرا للتخطيط                                                 |
| معالي المهندس مزاحم شوكت موسى المحيسن        | وزيرا للعمل                                                   |
| معالي السيد شاهر حسين باك باك                | وزير دولة للشؤون الخارجية                                     |
| معالي السيد حيدر محمود حيدر حيدر             | وزيرا للثقافة                                                 |
| معالي السيد طراد مثقال سطام الفايز           | وزيرا للزراعة                                                 |
| معالي السيد محمدسامر محمدمروان محمد الطويل   | وزيرا للسياحة والاثار                                         |
| معالي الدكتورة رويدا محمود خليل المعايطة     | وزيرا للتنمية الاجتماعية                                      |
| معالي الدكتور "محمد ناصر" سالم محمد ابوحمور  | وزيرا للصناعة والتجارة                                        |
| معالي الدكتور هشام صالح مفلح غرايبة          | وزيرا للبيئة                                                  |
| معالي الدكتور حاكم سعود فارس القاضي          | وزيرا للصحة                                                   |
| معالي الدكتور نبيل محمود إسماعيل الشريف      | وزيرا للاعلام                                                 |

## وصلات خارجية
- موقع رئاسة الوزراء